# 杵屋勝四郎
杵屋 勝四郎（きねや かつしろう）は、長唄三味線方・唄方の名跡。初代から5代目は三味線方、6代目は唄方。

## 初代
（生年不詳 - 文政-嘉永（1848年））
初代杵屋勝五郎の門弟。

## 2代目
（生没年不詳）

## 3代目
後の4代目杵屋勝五郎

## 4代目
（生年不詳 - 大正13年（1924年）
杵屋勝之丞が4代目杵屋勝四郎を襲名。

## 5代目
（1915年 - ?）本名は中山三之介。
5代目杵屋和吉の実子。4代目杵屋勝四郎の芸養子になる。

## 6代目
（1959年1月3日 - ）本名は村治崇光。一般財団法人杵勝会理事。一般社団法人長唄協会理事。

### 経歴
- 1959年（昭和34年） - 東京都港区青山に長唄三味線方だった杵屋和四蔵の長男として生まれる。
- 1963年 - 杵屋和四蔵に入門。
- 1965年 - 重要無形文化財保持者 杵屋勝国に師事。
- 1974年 - 重要無形文化財保持者 日本芸術院会員 東音宮田哲男に師事。
- 1981年 - 杵屋崇光を襲名。
- 1982年 - 東京芸術大学音楽学部邦楽科卒業。
- 1983年 - 長唄東音会入会。
- 2007年 - 六代目杵屋勝四郎襲名。オフィシャルブログ開設[1]。

### 受賞歴
- 1997年 - 文化庁 芸術祭賞新人賞受賞。
- 2012年 - 渋谷区制施行80周年記念表彰。
- 2012年 - 日本文化藝術財団 第四回創造する伝統賞受賞[2]。
- 2013年 - （第68回）文化庁芸術祭音楽部門大賞受賞。
- 2016年 - 第37回松尾芸能賞・優秀賞 [3]
- 2019年 - （第69回）芸術選奨文部科学大臣賞 音楽部門。
- 2020年 - 重要無形文化財 長唄総合認定
- 2023年 - 重要無形文化財 日本舞踊総合認定
- 2024年 - （第80回）日本芸術院賞
- 2025年 - 紫綬褒章[4]